# Villars-Höhle
Die Villars-Höhle, französisch Grotte de Villars oder Grotte du Cluzeau, ist eine Höhle im Gebiet der Gemeinde Villars im Département Dordogne in Frankreich. Sie ist neben der Höhle von Rouffignac das größte Höhlensystem im Département Dordogne und enthält neben Kalkkonkretionen Höhlenmalereien und Ritzzeichnungen aus dem Unteren Magdalénien.

## Geographie und Geologie

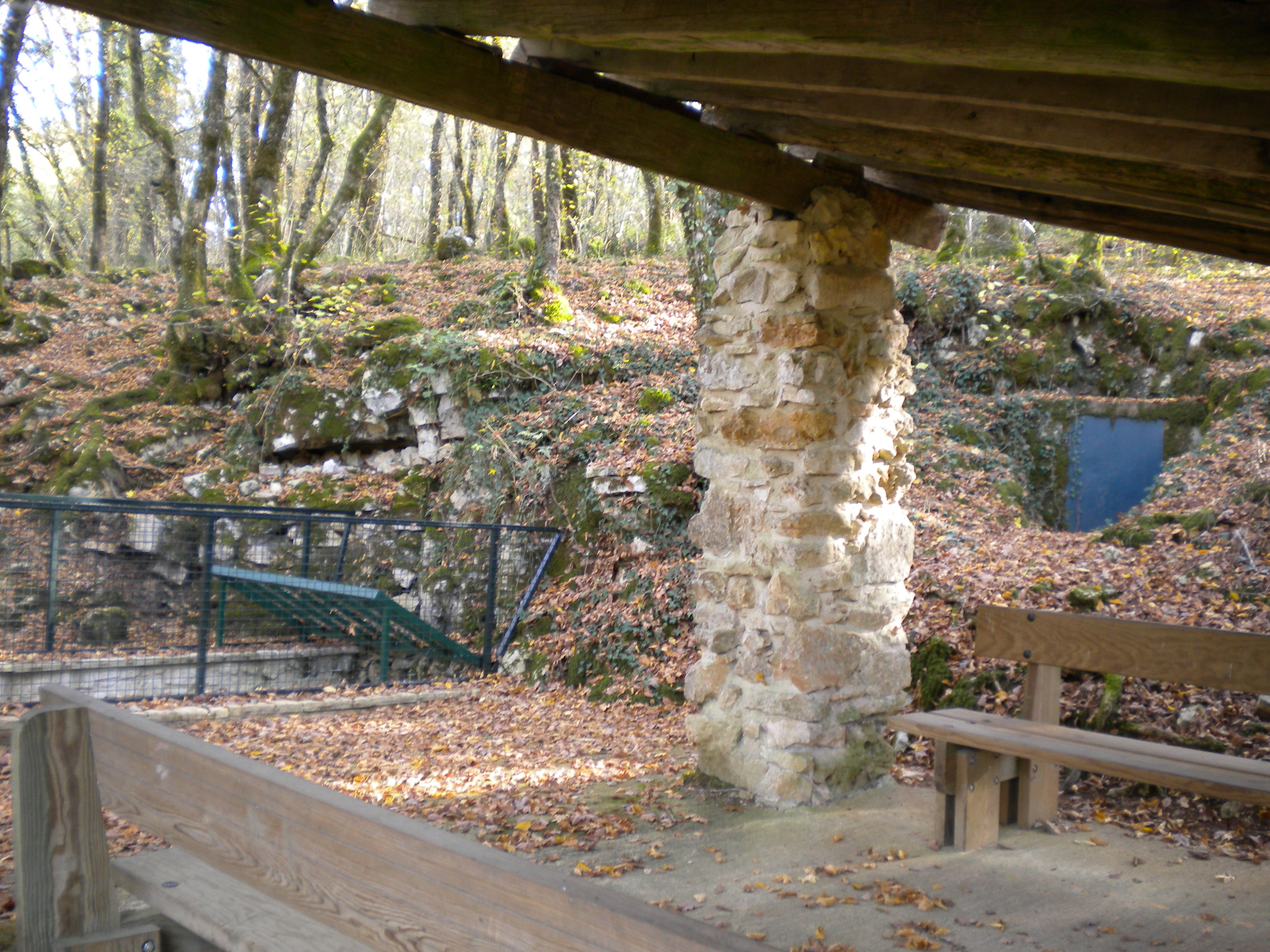
Die beiden Eingänge zur Höhle, rechts der ursprüngliche, mittlerweile geschlossene Eingang

Die Villars-Höhle liegt 3,5 Kilometer nordöstlich von Villars (Luftlinie), rund 500 Meter nordnordöstlich vom Weiler Le Cluzeau. Sie kann über die D 82 von Villars nach Saint-Saud-Lacoussière erreicht werden, Abzweig beim Weiler Le Cluzeau. Ihr Eingang befindet sich am linken Talhang des Ruisseau de l'Étang Rompu, eines linken Nebenflusses des Trincou, auf etwa 170 Meter über dem Meeresspiegel. Die Höhle ist eine typische Karsthöhle, die sich in jurassischen Oolithkalken des Oberbajocs gebildet hat. Auf der anderen Talseite durchzieht eine Südost-streichende Störung die Jurakalke; sie dürfte sehr wahrscheinlich mit dem Höhlensystem in ursächlicher Verbindung stehen, welches durch unterirdische Wasserläufe im Verlauf des Quartärs aus dem Gestein unter Einwirkung von organisch entstandener Kohlensäure herausgelöst worden war.

## Entdeckung
Die Höhle wurde Ende 1953 von Mitgliedern des Spéleo-Club de Périgueux entdeckt, nachdem sie starker Dampfaustritt an einem Fuchsbau aufmerksam werden ließ. Im Jahr 1956 wurden die ersten Kratzspuren von Höhlenbären bemerkt. Die Höhlenmalereien fielen Pierre Vidal, einem Mitglied des Höhlenforschervereins, jedoch erst Jahre später im Dezember 1957 auf. Die Kunstwerke wurden daraufhin vom Abbé Henri Breuil untersucht und begutachtet. Im Jahr 1959 wurde die Höhle für Besucher geöffnet.
Wissenschaftlich arbeiteten 1958 in der Villars-Höhle neben Breuil und François Bordes der Abbé Glory, gefolgt von André Leroi-Gourhan im Jahr 1959 sowie von Brigitte und Gilles Delluc im Jahr 1970.

## Beschreibung der Höhle

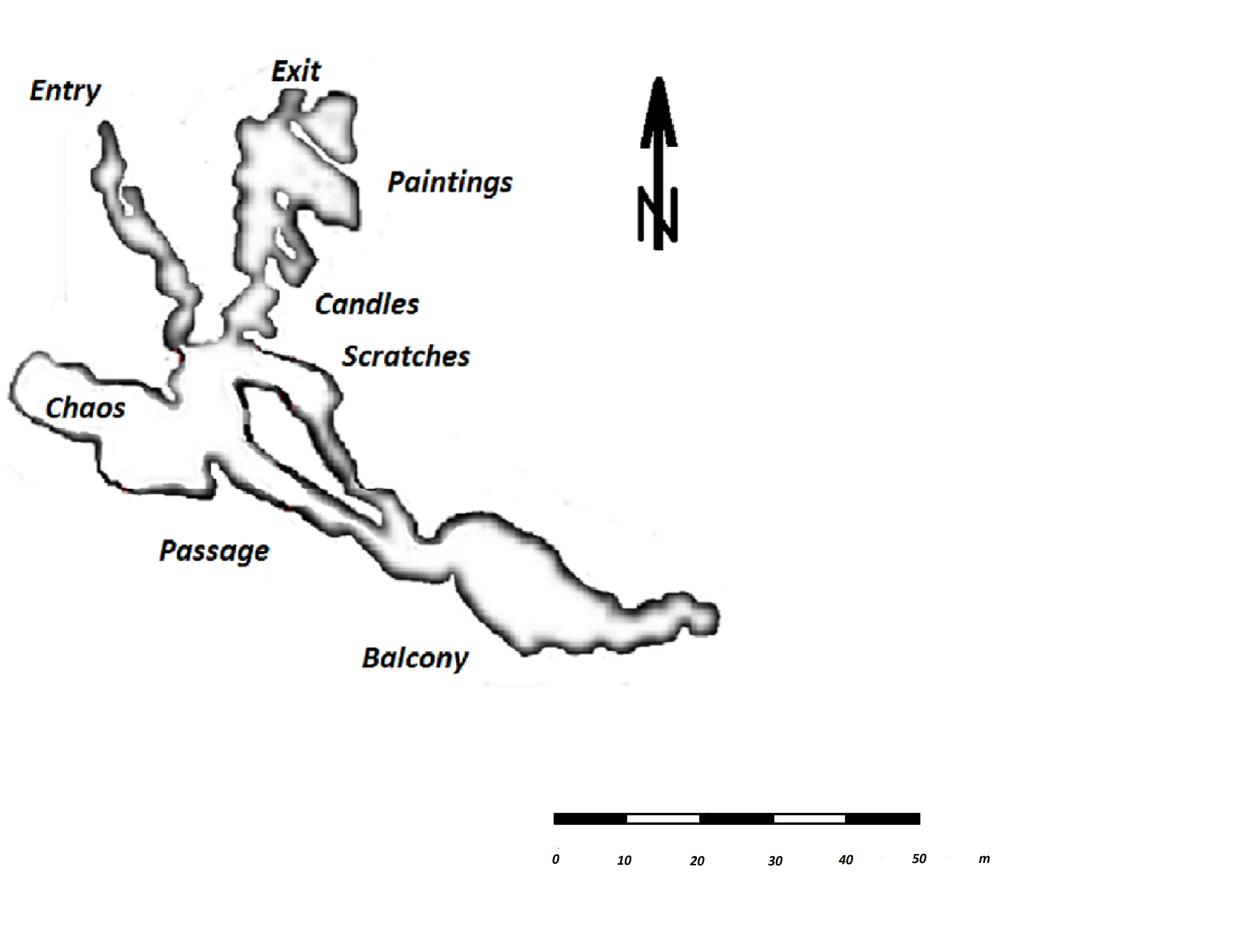
Lageplan des für den Besuch geöffneten Höhlenteils mit den einzelnen Sälen (in Englisch)

Der für den Besuch geöffnete Teil der Höhle ist zirka 600 Meter lang und besteht aus drei, durch Gänge miteinander verbundenen Sälen. Das Höhlensystem setzt sich aber darüber hinaus weiter fort und weist über mehrere Niveaus verteilt eine Gesamtganglänge von über 13 Kilometer auf. Dies macht sie neben der Rouffignac-Höhle zum größten bekannten Höhlensystem im Département Dordogne.
Der Eingangsbereich der Höhle besticht durch seine vielfältigen Karsterscheinungen wie beispielsweise Stalaktiten und Stalagmiten, Säulen, Gehänge verschiedener Form, Wandüberzüge, Makkaronis (sie sind im Unterschied zu Stalaktiten innen hohl) und so genannten Weihwasserbecken (Französisch gours).
Eine steile, für Rollstuhlfahrer nicht geeignete Steintreppe führt zum heutigen Eingang hinunter, der etwa 10 Meter weiter nordwestlich und etwas unterhalb des ursprünglichen Zugangs liegt. Über einen Südsüdost-streichenden, rund 40 Meter langen Zugangskorridor (galerie d'accés) geht es zur Kreuzung (carrefour), an der sich das Höhlensystem in drei Äste verzweigt. Der rechte Ast ist ein nach Südost orientiertes, rund 130 Meter langes, kombiniertes Gang-Saalsystem. Es besteht aus dem Weihwasserbeckensaal (salle des bénitiers), der Passage (le passage) und dem Großen Balkon (grand balcon) mit dem Großen Stalagmiten am Ende. Der Weihwasserbeckensaal setzt sich nach Nordwesten in den Chaossaal (salle du chaos) weiter fort. Der linke Ast weist zwei Säle auf, die nach Nordost und Nordnordost ausgerichtet sind, wobei letzterer größere Ausbuchtungen nach Südost aufweist: den 10 Meter langen Kerzensaal (salle des cierges) und den 30 Meter langen Gemäldesaal (salle des peintures), an dessen Hinterende sich der Ausgang befindet. Vor dem Kerzensaal zweigt nach Südost noch ein drittes, insgesamt 50 Meter langes Gangsystem ab, welches hinter dem Kratzspurensaal (salle des griffades) in die Südsüdost-Richtung einschwenkt und vor dem Großen Balkon wieder auf den rechten Seitenast trifft.

### Zugangskorridor
Im Zugangskorridor finden sich an der rechten Wandseite zahlreiche Kratzspuren von Höhlenbären. Hier und da lassen sich gemalte Punkte
und Strichzüge beobachten, die vereinzelt oder gruppiert auftreten können.

### Weihwasserbeckensaal
Der 10 Meter große Weihwasserbeckensaal schließt über eine abschüssige Rampe unmittelbar an die Kreuzung an. Neben sehr schönen Stalaktiten und Stalagmiten zeichnet er sich durch zwei große Kalksinterbecken aus, die Weihwasserbecken ähneln; daher auch die Bezeichnung.

### Chaossaal
Im 30 Meter langen und bis zu 15 Meter breiten Chaossaal war es zu einem Deckeneinsturz gekommen, mächtige Kalkbrocken und -blöcke liegen jetzt wahllos durcheinander. Darüber haben sich sehr massive Kalkkonkretionen gebildet. Das entstandene Chaos lässt sich sehr schön vom Westende des höhergelegenen Weihwassersaals  aus betrachten.

### Kerzensaal
Der Kerzensaal enthält neben Punkten und Strichen einige sehr schöne figürliche Darstellungen wie z. B. einen 40 Zentimeter großen Bison, einen Pferdekopf und ein Rind. Der Kerzensaal endet mit einer engen Passage, die zum Gemäldesaal führt. Diese Passage wurde für einen leichteren Zugang erweitert. Dazu mussten leider einige sehr schöne Konkretionen zerstört werden.

### Gemäldesaal
Im Gemäldesaal sind die meisten und schönsten Höhlenmalereien zu sehen, darunter das Pferdefresko (la fresque de chevaux), das Blaue Pferd (le petit cheval bleu) sowie Mensch und Bison (l'homme et le bison). Er enthält überdies sehr viele, teils ineinander verwachsene Kalkkonkretionen.

## Funde

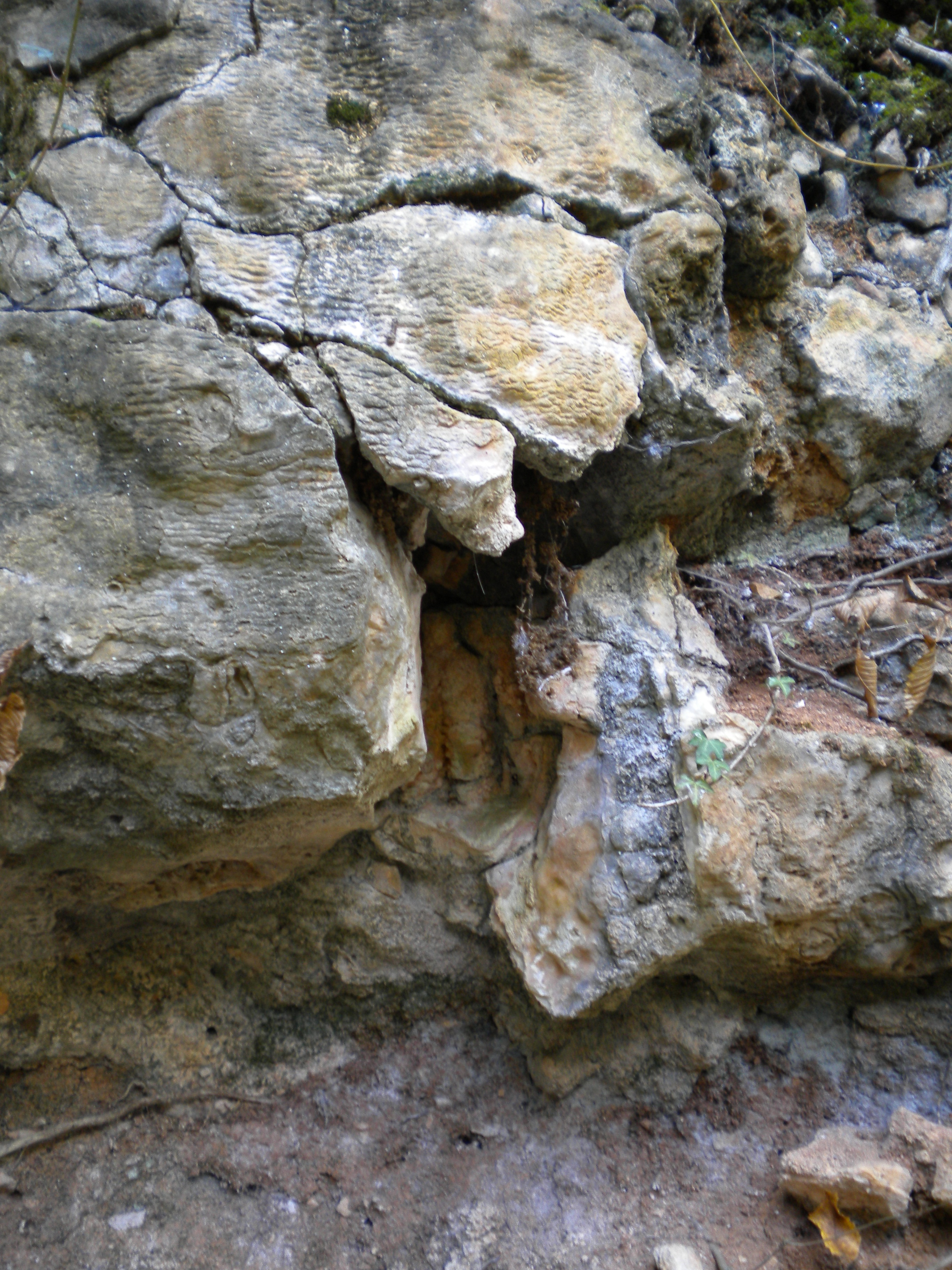
Sinterablagerungen auf oberbajocischem Oolith am Höhleneingang. Im Höhleninneren bilden derartige Ablagerungen den Schützenden Überzug der Malereien.

Es wurden insgesamt an die 30, maximal bis zu 50 Zentimeter große Wandmalereien entdeckt, die mit schwarzem, in Tierfett vermischtem Manganoxid ausgeführt worden sind. Die meisten dieser Darstellungen haben jedoch aufgrund eines milchigen Kalzitüberzugs eine Blautönung, so beispielsweise das berühmt gewordene Blaue Pferd von Villars (dieser Kalzitüberzug hat die Malereien beschützt, die Villars-Höhle hat deswegen im Gegensatz zu Lascaux keine Probleme mit Pilzbefall etc.). Auch einige Ritzzeichnungen sind vorhanden, ferner schematisiert gemalte Frauengestalten, mit Ockerfarben gemalte rote Punkte und meist schwer interpretierbare geometrische Zeichen wie Stäbe, Kreuze und stachelbewehrte Symbole. Neben Pferden, Rinderartigen, Bisons, Steinböcken und einem Hirschkopf wurde ähnlich wie in der Brunnenszene von Lascaux eine von einem Bison angegriffene Menschengestalt abgebildet.
Die Cro-Magnon-Menschen haben einige Spuren hinterlassen, so wurden beispielsweise mehrere Konkretionen umgestoßen und zerstört, auch Werkzeuge blieben gelegentlich liegen (darunter Silexabschläge, Knochenreste – vorwiegend von Rentieren –, Farbreste von Ocker und Manganoxid sowie die dazugehörigen Farbnäpfchen aus schalenförmigen Kalkkonkretionen).

## Datierung
Die Kunstwerke können nach Leroi-Gourhan stilistisch der zweiten Periode des Stils III zugeordnet werden und stammen folglich aus dem Älteren Magdalénien. Sie dürften somit zirka 17000 Jahre alt sein.
Eine absolute Altersdatierung an einem in einer Feuerstelle unterhalb der Szene Mensch und Bison gefundenen verbranntem Zahn ergab laut Michel Genty 18000 Jahre BP.
Auch die stilistische Übereinstimmung der Szene Mensch und Bison mit ähnlichen Darstellungen in Lascaux und in Roc-de-Sers deutet auf den Zeitraum 18000 bis 17000 Jahre BP hin.
Die Höhle selbst ist natürlich wesentlich älter als ihre ehemaligen Besucher. Dominique Genty datierte anhand der Uran-Thorium-Methode einen 1,50 Meter langen Stalagmiten aus dem unteren Niveau der Höhle auf den Zeitraum 83100 bis 31800 Jahre BP bzw. 81100 bis 29800 v. Chr. Das Minimalalter des Stalagmitenwachstums in der Höhle fällt somit in den Beginn der Weichsel-Kaltzeit. Der Stalagmit besitzt sieben Diskontinuitäten D1 bis D7, wobei drei einen Wachstumsstopp darstellen. Insbesondere der Wachstumsstopp von 65400 bis 59000 v. Chr. ist sehr markant und deutet auf einen sehr kalten und trockenen Zeitabschnitt hin. Er korreliert mit dem Heinrich-Ereignis. Die beiden anderen Diskontinuitäten belegen sehr humide Bedingungen, in denen die Höhle unter Wasser stand. Der gemessene δ13C-Kurvenverlauf ist sehr detailliert und bestätigt die Ergebnisse der Eisbohrkerne aus Grönland. Überdies lässt sich mit ihm eine sehr hohe Genauigkeit in der Altersbestimmung der Dansgaard-Oeschger-Ereignisse DO6 bis DO20 erzielen. Das Ereignis DO12 um 44000 bis 43000 v. Chr. ist sehr deutlich ausgeprägt, wobei die damaligen Wachstumsraten bereits den heutigen ähneln. Die δ18O-Werte sind durchaus vergleichbar mit den Ergebnissen aus der Soreq-Höhle in Israel und anderen Aufzeichnungen aus dem marinen Bereich.